# Juniorenoberliga
Die Juniorenoberliga war eine Liga im Fußballsport der DDR. Sie wurde von 1968 bis 1976 sowie erneut von 1983 bis 1989 ausgetragen. In dieser Spielklasse des Deutschen Fußball-Verbandes spielten die Juniorenvertretungen jener Fußballclubs und Betriebssportgemeinschaften, die in der betreffenden Saison in der Männeroberliga, der höchsten Spielklasse im DDR-Fußball, vertreten waren. Im Rahmen dieses Wettbewerbs wurde der DDR-Juniorenmeistertitel vergeben.

## Historie
Zunächst wurde die Juniorenoberliga für die Altersklasse 16–17 Jahre gebildet, erst mit der Saison 1981/82 übernahm man den internationalen Standard mit den 17- bis 18-Jährigen. Diese konnten sich über die in der Spielklasse gezeigten Leistungen auch für die jüngere (U-17) und ältere (U-18) Juniorenauswahl des DFV anbieten. Der Auf- und Abstieg in beziehungsweise aus der Juniorenoberliga wurde nicht über die Tabellenplatzierung in der Meisterschaft, sondern über die Ergebnisse der 1. Männermannschaft in der Eliteklasse des DDR-Fußballs geregelt. Das spülte auch weniger auf die Anforderungen des republikweiten Wettbewerbs vorbereitete Juniorenvertretungen von Betriebssportgemeinschaften ins Teilnehmerfeld. So belegte 1984/85 die U-18 der BSG Motor Suhl – ebenso abgeschlagen wie die 1. Mannschaft in der Männeroberliga (5:47 Punkte) – mit nur einem Sieg und fast 100 Gegentoren den 14. und letzten Platz.
1975/76 wurde die Juniorenoberliga abgeschafft und die Nachwuchsoberliga (NWOL) eingeführt, in der auch dem Juniorenalter entwachsene Spieler, meist zwischen der 1. Mannschaft und dem NWOL-Team pendelnd, eingesetzt werden konnten. Mit der Wiedereinführung 1983 hegten die ostdeutschen Verbandsfunktionäre die Hoffnung, die seit 1975 stets in den Ausscheidungsspielen für das UEFA-Juniorenturnier (bis 1980) und die U-18-Europameisterschaft (seit 1981) ausgeschiedene Juniorennationalmannschaft über die Erhöhung der Wettkampfhäufigkeit zu stärken. Bis zur Saison 1982/83 hatten die Junioren in einer sogenannten Juniorenliga (AK 17/18) nur 20 statt der nun 26 Punktspiele in einer Spielzeit bestritten, da diese Spielklasse allein aus den zehn Fußballclubs sowie der ihnen gleichgestellten SG Dynamo Dresden bestand.
Im ersten Jahr ihrer Existenz gelang den ostdeutschen Junioren erstmals der Sprung zur U-18-EM 1984 in der Sowjetunion. 1986 (Gold) und 1988 (Bronze) konnte der DFV erstmals bei der offiziellen UEFA-Junioreneuropameisterschaft Medaillen erkämpfen.
1989 wurde sie von der wiedereingeführten Nachwuchsoberliga abgelöst, in der Juniorenspieler und Anschlusskader der Männeroberligateams, die wie bereits 1976 ihre 2. Mannschaften aus Liga und Bezirksliga zurückziehen mussten, gemeinsam auf dem Platz standen.

## Titelträger
Der 1. FC Lokomotive Leipzig und die SG Dynamo Dresden sicherten sich in den Jahren des Bestehens der Juniorenoberliga je dreimal den Titel. Das letzte Championat 1989 ging an den 1. FC Magdeburg.
| Saison  | Meister                    |
| ------- | -------------------------- |
| 1968/69 | HFC Chemie                 |
| 1969/70 | 1. FC Magdeburg            |
| 1970/71 | 1. FC Lokomotive Leipzig   |
| 1971/72 | SG Dynamo Dresden          |
| 1972/73 | FC Hansa Rostock           |
| 1973/74 | 1. FC Lokomotive Leipzig   |
| 1974/75 | FC Vorwärts Frankfurt/Oder |
| 1975/76 | 1. FC Lokomotive Leipzig   |
| 1983/84 | FC Vorwärts Frankfurt/Oder |
| 1984/85 | SG Dynamo Dresden          |
| 1985/86 | FC Karl-Marx Stadt         |
| 1986/87 | BFC Dynamo                 |
| 1987/88 | SG Dynamo Dresden          |
| 1988/89 | 1. FC Magdeburg            |